# Colopea
Colopea is een geslacht van spinnen uit de familie Stenochilidae.

## Soorten
- Colopea laeta (Thorell, 1895)
- Colopea lehtineni Zheng, Marusik & Li, 2009
- Colopea malayana Lehtinen, 1982
- Colopea pusilla (Simon, 1893)
- Colopea romantica Lehtinen, 1982
- Colopea silvestris Lehtinen, 1982
- Colopea tuberculata Platnick & Shadab, 1974
- Colopea unifoveata Lehtinen, 1982
- Colopea virgata Lehtinen, 1982
- Colopea xerophila Lehtinen, 1982